# Cerithidea scalariformis
Cerithideopsis scalariformis là một loài ốc biển, là động vật thân mềm chân bụng sống ở biển thuộc họ Potamididae.

## Miêu tả
Độ dài vỏ lớn nhất ghi nhận được là 33 mm.

## Môi trường sống
Độ sâu nhỏ nhất ghi nhận được là 0 m. Độ sâu lớn nhất ghi nhận được là 0 m.